# Verso Books
Verso Books (abans New Left Books) és una editorial amb seu a Londres i Nova York, fundada el 1970 pel l'equip de la revista política New Left Review.
El nom de «Verso» fa referència al terme tècnic de la pàgina esquerra d'un llibre, recto i verso, i és també un joc de paraules sobre la seva perspectiva política a la vegada que apel·la al terme «viceversa».
Verso Books va començar com una impremta de llibres i s'ha consolidat com una editorial d'obres d'assaig sobre temàtiques relacionades amb les relacions internacionals, amb autors com Tariq Ali, Paul Virilio, Terry Eagleton, Slavoj Žižek, Angela Davis, Judith Butler o Arundhati Roy. Això no obstant, Verso Books també ha publicat ficció al llarg dels anys. L'editorial ha merescut el reconeixement internacional per les seves traduccions d'obres de pensadors europeus, especialment de l'Escola de Frankfurt. El títol més venut de Verso Books és l'autobiografia de l'activista guatemalenca Rigoberta Menchú, guardonada amb el Premi Nobel de la Pau el 1992.
Els títols de Verso Books són distribuïts als Estats Units per Random House. El 8 d'abril de 2014, Verso Books va començar a aplegar llibres electrònics sense gestió de drets digitals amb compres impreses realitzades a través del seu lloc web. El director gerent de Verso, Jacob Stevens, va afirmar que esperava que la nova oferta de Verso aportés 200.000 lliures als ingressos de l'editorial durant el seu primer any, ajudant a «sacsejar la relació dels editors amb els seus lectors i donant suport a la publicació independent».
El 2019, Verso Books va presentar la seva col·lecció de ficció. L'editor Cian McCourt va afirmar: «volem publicar una escriptura audaç i intel·ligent que sigui políticament astuta, però no dogmàtica ni sense encant» El 2020, Verso Books havia publicat més de 1.800 títols.